# Fatty Joins the Force
Fatty Joins the Force er en amerikansk stumfilm fra 1913 af George Nichols.

## Medvirkende
- Roscoe 'Fatty' Arbuckle som Fatty
- Dot Farley
- Minta Durfee
- Edgar Kennedy
- George Nichols